# اريك كاري
اريك كاري (بالإنجليزية: Eric Curry)‏ هو مصور أمريكي، ولد في 1956.